# 1996 في الهند
فيما يلي قوائم الأحداث التي وقعت خلال عام 1996 في الهند.

## أحداث
- 12 نوفمبر – الخطوط الجوية السعودية الرحلة 763

## سياسة

### تعيين في المنصب
- 16 مايو – أتال بيهاري فاجبايي رئيس وزراء الهند.

### انتهاء فترة المنصب
- 16 مايو – براناب مخرجي وزير الشؤون الخارجية.
- 16 مايو – مانموهان سينغ وزير المالية الهندي [الإنجليزية]‏.
- 1 يونيو – أتال بيهاري فاجبايي رئيس وزراء الهند.

## أفلام
من الأفلام التي صدرت هذه السنة في الهند:
- 1 يناير – أيها اللص انا جندي

## مواليد

### يناير
- 7 يناير – هيلي شاه ممثلة هندية.

## وفيات

### يناير
- 9 يناير – سلطان الراعي (مواليد 1938) ممثل باكستاني.

### سبتمبر
- 23 سبتمبر – سيلك سميثا (مواليد 1960) ممثلة هندية.[1]

### نوفمبر
- 23 نوفمبر – إدريس شاه (مواليد 1924)[2]